# Crataegus brazoria
Crataegus brazoria är en rosväxtart som beskrevs av Charles Sprague Sargent. Crataegus brazoria ingår i hagtornssläktet som ingår i familjen rosväxter.

## Underarter
Arten delas in i följande underarter:
- C. b. viburnifolia
- C. b. brazoria